# Nunavik

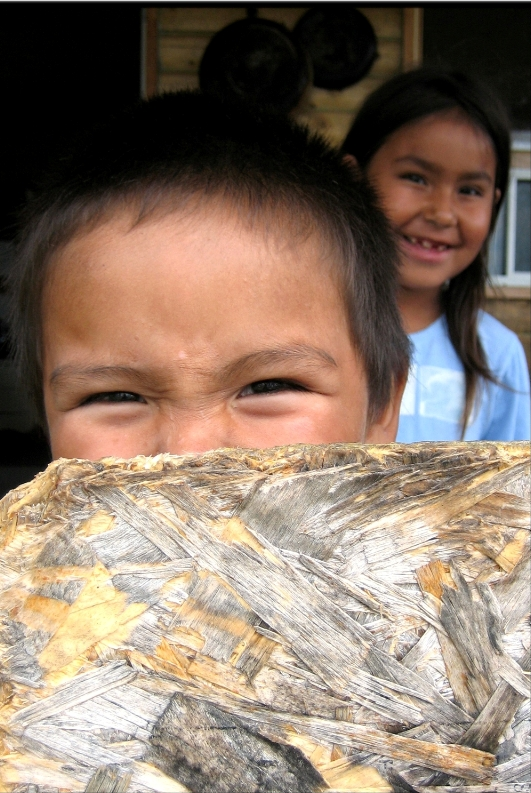
Kuujjuamiuq

Nunavik (ᓄᓇᕕᒃ) är en region i den nordligaste delen av den kanadensiska provinsen Québec. Nunavik omfattar en yta på 660 000 km² och upptar den tredjedel av provinsen som ligger norr om 55° nordlig latitud. I Nunavik bor 9 200 inuiter och 900 icke-inuiter.
"Nunavik" är ett inuktitutord som betyder "plats att leva på". Regionens invånare kallas Nunavimmiut. 
Det viktigaste samhället i Nunavik är Kuujjuaq. Andra betydande samhällen är Inukjuak, Salluit, Puvirnituq och Kangiqsualujjuaq. Det finns inga vägförbindelser mellan Nunavik och de tättbefolkade södra delarna av Québec. Den enda året-runt-förbindelsen är flyg. På sommaren och hösten kan området dock nås med båt.
I norr avskiljs Nunavik av Hudsonsundet och Ungavabukten. Ungavahalvön utgör en del av Nunavik som upptar de nordligaste två tredjedelarna av regionen Nord-du-Québec.

## Historia
År 1912 överförde den kanadensiska regeringen hela regionen till Québec utan att tillfråga inuiterna. 
I enlighet med Convention de la Baie-James et du Nord québécois, som undertecknades 1978, ska organisationen Makivvik, med huvudsäte i Kuujjuaq, företräda inuiternas intressen. Man eftersträvar idag självständighet för regionen och förhandlar om att få ta del av utvinningen av dess naturresurser.